# Schloss Ursprung

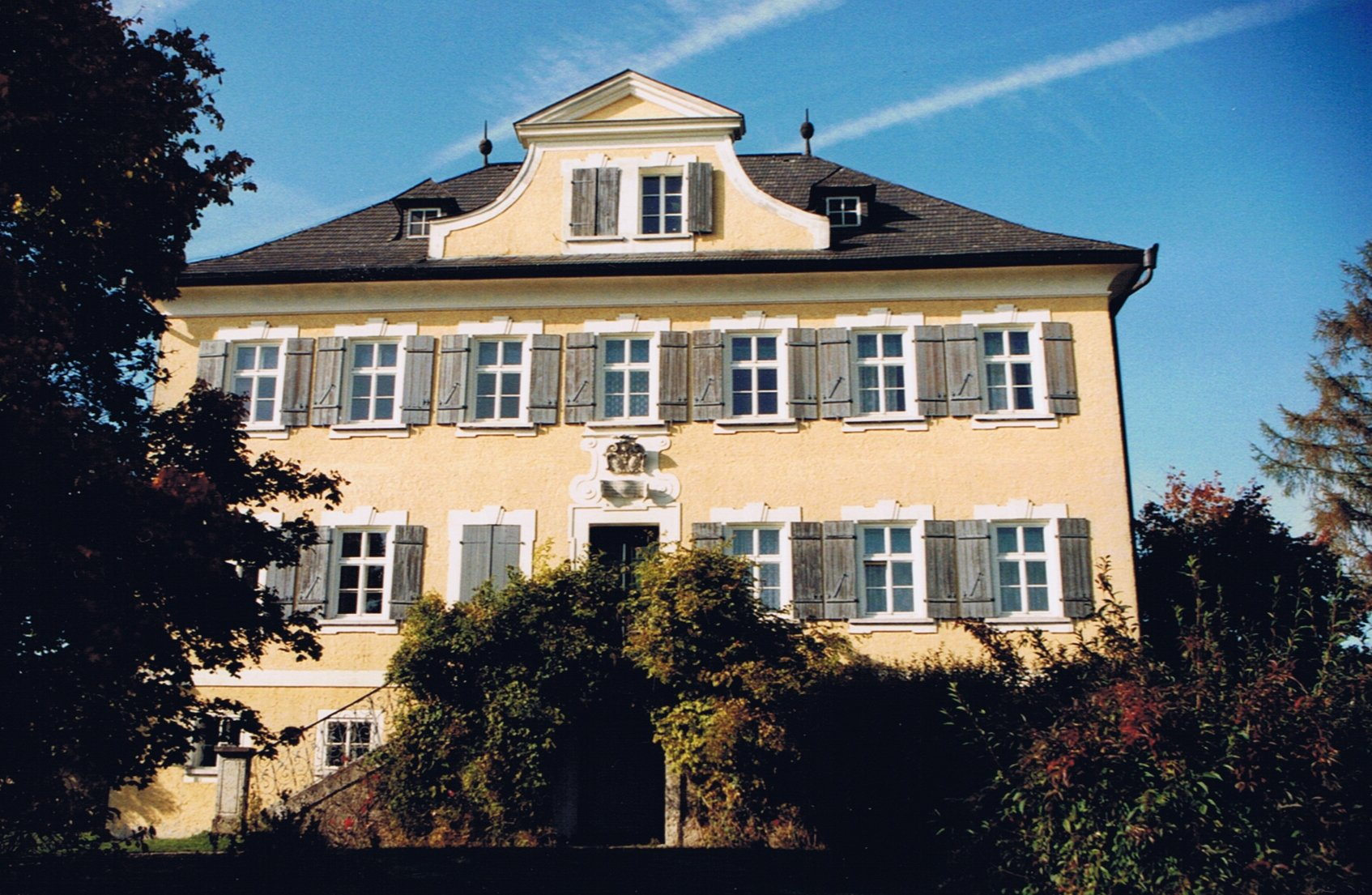
Schloss Ursprung heute

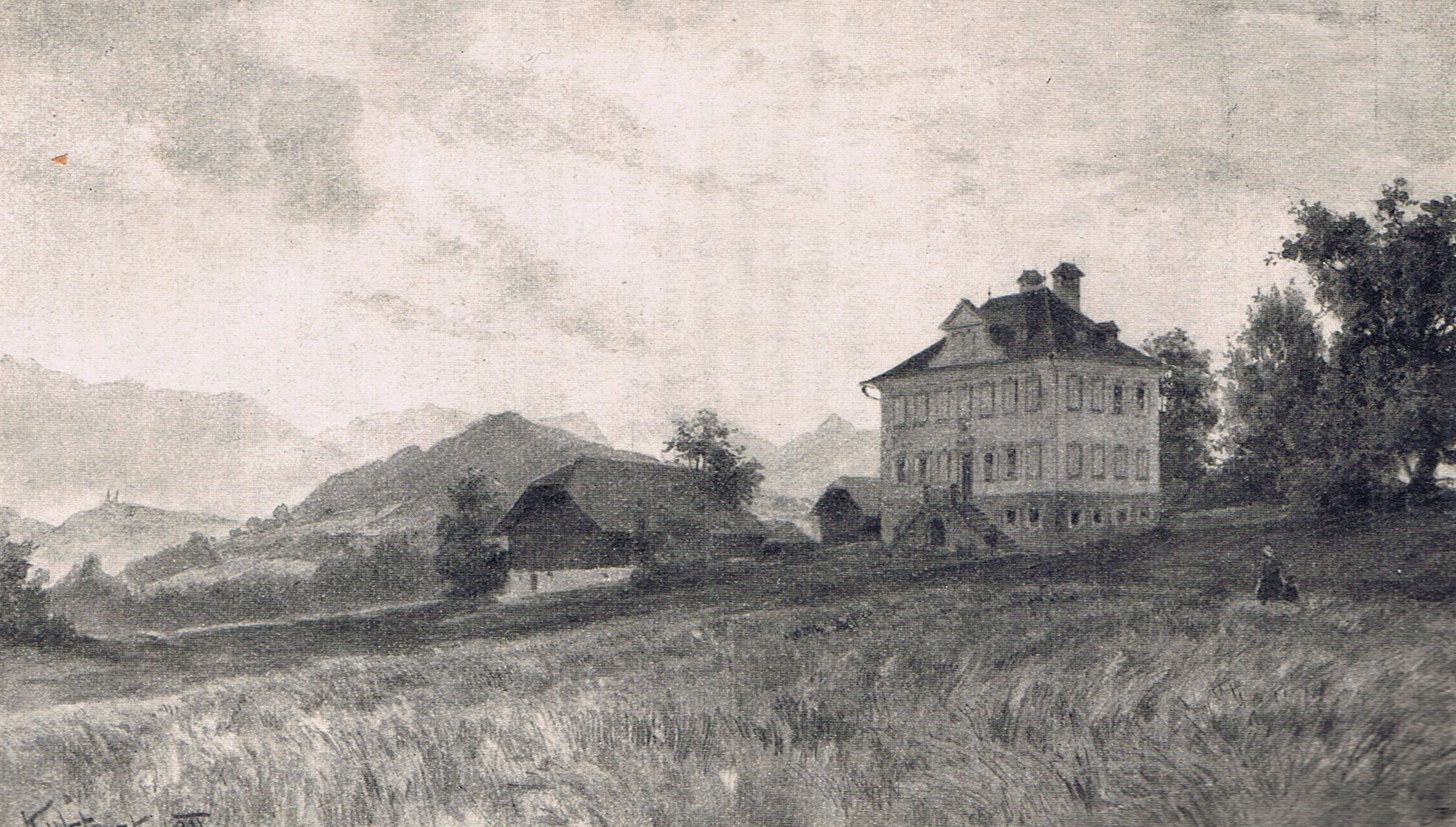
Schloss Ursprung auf einer Zeichnung um 1900

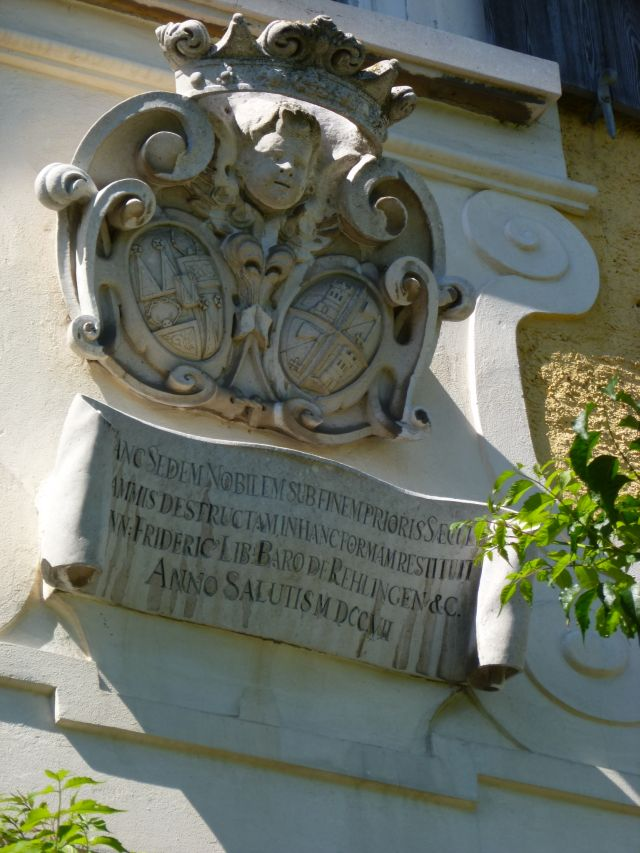
Allianzwappen der Familien Rehlingen-Gienger über dem Eingang von Schloss Ursprung

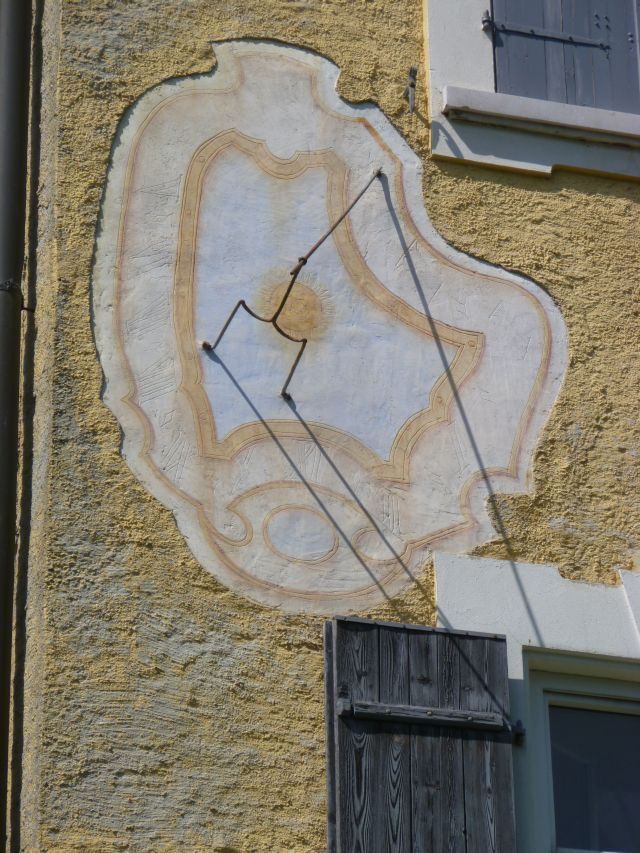
Sonnenuhr auf der Südseite von Schloss Ursprung

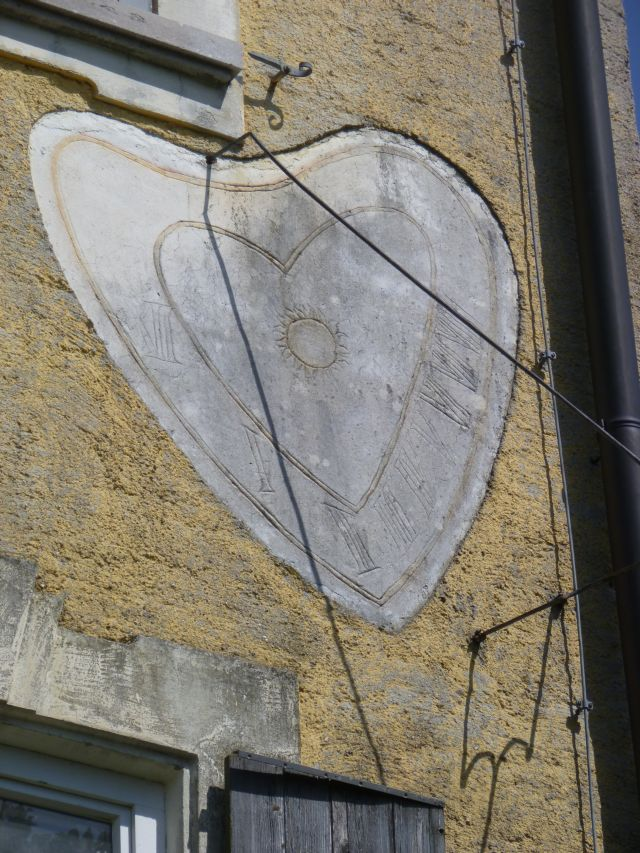
Sonnenuhr auf der Westseite von Schloss Ursprung

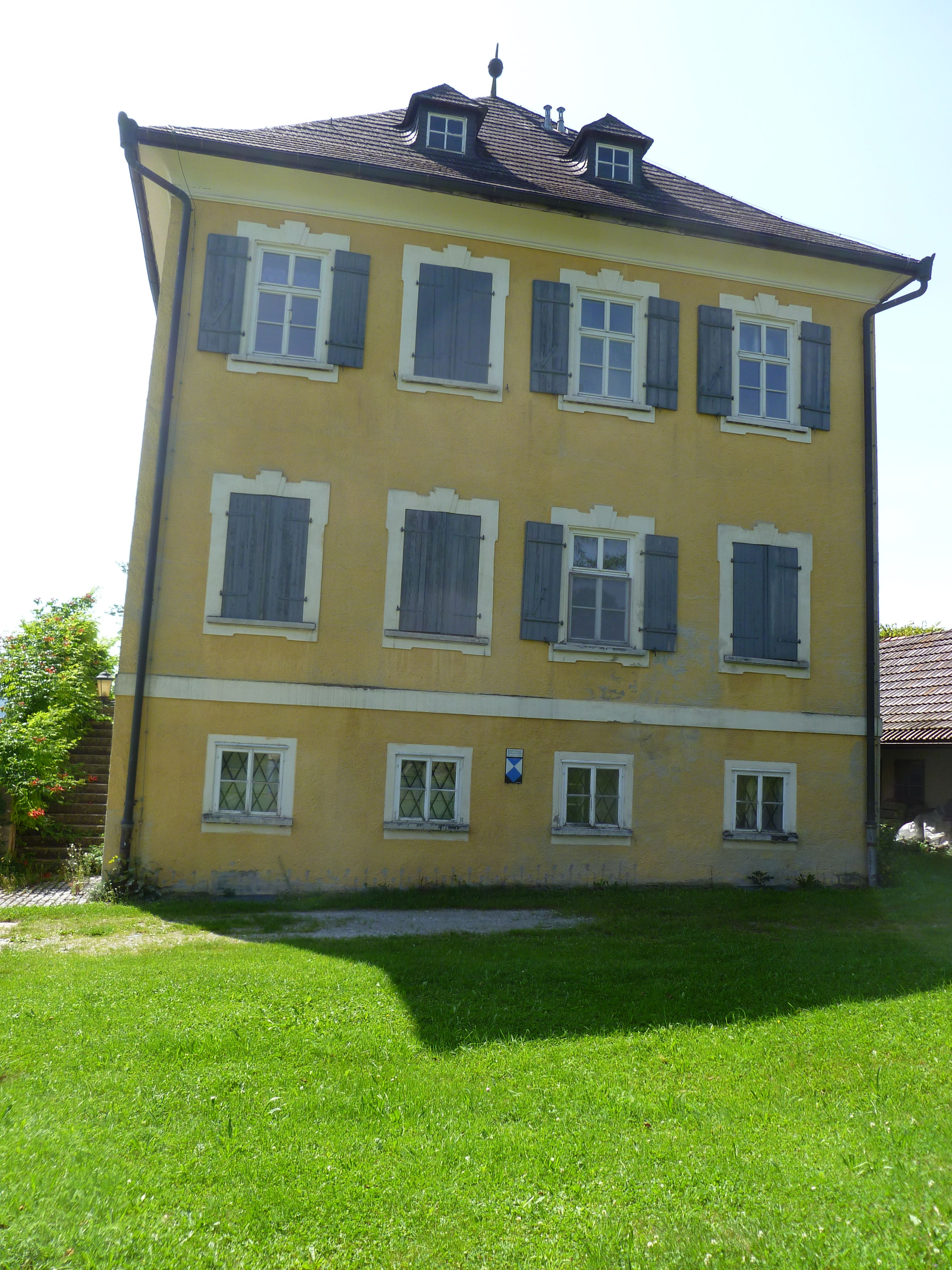
Seitenansicht von Schloss Ursprung

Schloss Ursprung ist ein barockes Herrenhaus im Salzburger Flachgau und heute Teil der höheren Bundeslehranstalt für Landwirtschaft Ursprung.

## Lage
Das Schloss Ursprung liegt heute im Ortsteil Ursprung der Gemeinde Elixhausen im Salzburger Flachgau. Erbaut auf einem Höhenrücken der den Haunsberg mit dem Hochgitzen verbindet, liegt es knappe 170 Meter über dem Salzach Niveau. Das ermöglicht die Sicht auf die Salzburger Gebirgslandschaft, allen voran auf den Untersberg, und sogar auf die Festung Hohensalzburg.

## Über den Namen
Der Name „Ursprung“ leitet sich aus dem mittel- bzw. althochdeutschem „urspring“ oder „ursprinc“ ab. Die Verwendung von „ursprinc“ glich dem unserer heutigem „Quelle“. Konkret bezieht sich der Name auf die Quelle der Mattig, die sich in nächster Nähe des Schlosses befindet.
Ebenfalls bezeugt für das Gut ist der Name „Hofmark Ursprung“. Die Bezeichnung als Schloss ist irreführend, da es eigentlich um einen Herrensitz handelt.

## Geschichte
Die erste urkundliche Nennung des Gutes, in der damaligen Schreibweise Ursprinch, erfolgte 1122 in einer Urkunde des Erzbischofs Konrad I. Grafen von Abensberg aus der Familie derer von Abensberg (Adelsgeschlecht) als ein bäuerliches Erbrechtsgut. Erst durch den Kauf des Gutes am 13. September 1670 durch den Hof- und Kriegsrat Augustin Friedrich von Hegi erfolgte die Umgestaltung zu einem Herrensitz. Hegi erwarb für die Gebiete des Gutes, die sich damals auf rund 100 Hektar beliefen, das Jagdrecht, sowie das Schankrecht. Außerdem erreichte er die Bewilligung eines Bräuhauses.
Nach dem Tod von Augustin Friedrich von Hegi 1686 heiratete der Freiherr Johann Friedrich von Rehlingen (Adelsgeschlecht) die Witwe Hegis. Dieser erbaute 1707 nach einem Brand des alten Herrenhauses das Schloss Ursprung in der heutigen Form. Das über dem Eingang angebrachte Allianzwappen enthält die folgende Inschrift (Übersetzung aus dem Lateinischen): „Diesen Edelsitz, zu Ende des vorigen Jahrhunderts durch Brand zerstört, errichtete wieder Johann Friedrich Baron v. Rehlingen im Jahre des Heiles 1707.“
Im Jahre 1773 kam es zu einem Erbschaftsstreit, an dessen Beilegung und die damit erreichte Eintracht unter den drei Brüdern erinnert heute noch die so genannte Drei-Brüder-Kapelle ein wenig südlich von Ursprung.
Erst im Jahr 1823 wechselte das Gut Ursprung wieder die besitzende Familie, als der Braumeister Sigmund Hofmann es samt der Brauerei aufkaufte. 90 Jahre später stellte der Neubesitzer Josef Sigl, der bereits die bis heute bestehende Brauerei in Obertrum besaß, den Braubetrieb ein. 1930 wurde das Gut wieder veräußert. Käufer war Paul Krennwallner, der hier einen landwirtschaftlichen Musterbetrieb einrichtete. Das ehemalige Hauptschloss diente nun als Wohngebäude.
Das aktuelle Kapitel des Schlosses beginnt 1962 durch den Erwerb des Gutes durch die Republik Österreich. Diese errichtete von 1965 bis 1967 rund um das Schloss Ursprung die bis heute bestehende höhere Bundeslehranstalt für Landwirtschaft Ursprung. Auf Betreiben der Schulleitung wurde 1977 das Brauereigebäude mit dem integrierten Ansitz des Barons von Hegi abgebrochen; stattdessen entstand ein Parkplatz. Der Herrensitz Ursprung erscheint heute renovierungsbedürftig.

## Architektonische Beschreibung
Das nach Süden ausgerichtete Schloss selbst hat drei Geschoße, wobei eine doppelarmige Stiege außen in den ersten Stock führt. Über diesem Portal ist auch heute noch das Familienwappen des Rehlinger-Gienger Geschlechts samt einer Freiherrenkrone angebracht. Die dahinterliegenden Räumlichkeiten im ersten und zweiten Stock bilden die damaligen Herrenräume, während im Erdgeschoß neben der Backstube auch die Knechtenkammern zu finden waren. Eine eigene Hauskapelle ist bis ins Jahr 1716 bezeugt. Diese wurde aber zu Gunsten einer eigenständigen Kapelle, die aber rund hundert Jahre später wiederum abgebrochen wurde, aufgelassen.